# Ibn 'Abd al-Barr
Yūsuf ibn ʿAbd Allāh ibn Muḥammad Ibn ʿAbd al-Barr (in arabo يوسف بن عبد الله ﺑﻦ ﻫﺤﻤﺪ ابن عبدالبر ‎?; Xàtiva, 978 – 2 dicembre 1071) è stato un giurista arabo di al-Andalus.
Musulmano sunnita, aderente al madhhab malikita, Abū ʿUmar Yūsuf ibn ʿAbd Allāh al-Namarī al-Andalusī al-Qurṭubī al-Malikī, detto Ibn ʿAbd al-Barr (in arabo ابن عبدالبر‎?) fu uno studioso di diritto islamico. Inizialmente simpatizzò per il movimento zahirita ma infine abbracciò la scuola giuridica malikita.
Fu autore di un diffuso libro circa tre grandi giuristi musulmani: Mālik b. Anas, al-Shāfiʿī e Abū Ḥanīfa, da cui però escluse il suo patrono Dawud al-Zahiri e Aḥmad b. Ḥanbal.

## Opere scelte
- La compilazione comprensiva dei nomi dei Compagni del Profeta (arabo: الاستعياب في معرفة الاصحاب) In tale lavoro, l'autore elenca ogni persona che incontrò Maometto anche una volta sola nella sua vita;
- Jāmiʿ bayān al-ʿilm wa faḍlihi (جامع بيان العلم وفضله)[3]
- al-Ajwiba al-mūʿiba ("Le risposte esaurienti");
- al-ʿAql wa l-ʿuqalāʾ ("La ragione e i dotto");
- Ashʿār Abī al-ʿAtâhiya ("I poemi di Abū al-ʿAtahiya");
- al-Bayān fī tilāwat al-Qurʾān ("L'esposizione circa le recitazioni del Corano");
- al-Farāʾiḍ ("Le quote-parti nel diritto ereditario islamico");
- al-Iktifāʾ fī qirāʾat Nāfiʿin wa Abī ʿAmrin ("L'appagamento nelle letture coraniche di Nāfiʿ e di Abū ʿAmr");
- al-Inbāh ʿan qabāʾil al-ruwāh ("L'attenzione richiamata sui narratori delle tribù");
- al-Insāf fī Asmāʾ Allāh ("Il libro della fedeltà sui Bei Nomi di Allāh"), ossia sugli al-Asmāʾ al-ḥusnā;
- al-Intiqāʾ fī faḍāʾil al-thalāthat al-Aʾimmat al-Fuqahāʾ Mālik wa l-Shāfiʿī wa Abī Ḥanīfa ("The Hand-Picked Excellent Merits of the Three Great Jurisprudent Imāms: Mālik, Shāfiʿī, and Abū Ḥanīfa").
- al-Istidhkār li madhhab ʿulamāʾ al-amsār fī-mâ tadammanahu al-Muwaṭṭāʾ min maʿānī al-raʾī wa l-athār ("La memorizzazione della dottrina degli studiosi del mondo circa le opinioni giuridiche e le narrazioni rinvenibili nella Muwaṭṭāʾ di Mâlik");
- Jāmiʿ bayān al-ʿilmi wa faḍlihi wa mā yanbaghī fī riwāyatihi wa ḥamlih ("L'insieme delle esposizioni sulla natura della Conoscenza e il suo merito immenso, e ciò che viene richiesto nel processo della sua narrazione e della sua trasmissione");
- al-Kāfī fī madhhab Mālik ("Ciò che è sufficiente della scuola giuridica di Mālik");
- al-Kunā ("Le kunya");
- al-Maghāzī ("Le battaglie [del Profeta]");
- al-Qaṣd wa l-umam fī nasab al-ʿArab wa l-ʿAjam ("The Endeavors and the Nations: Genealogies of the Arabs and Non-Arabs");
- al-Shawāhid fī ithbāt khabar al-wāḥid ("The Supporting Evidence for Maintaining Lone-Narrator Reports [as a source for legal rulings]");
- al-Tamḥīd li-mā fī l-Muwaṭṭāʾ min al-maʿānī wa l-asānīd ("La facilitazione dei significati e le catene di trasmissione [dei ḥadīth] trovate nella Muwaṭṭāʾ di Mâlik");
- al-Taqassī fī ikhtiṣār al-Muwaṭṭāʾ ("Lo studio dettagliato della sintesi della Muwaṭṭāʾ");